# Strannye igry
Gli Strannye igry (in russo Странные игры?) sono un gruppo sovietico e russo formato a Leningrado nel 1979. Membro del Leningradskij rok-klub, ottenne popolarità grazie al suo stile originale per l'epoca, lo ska, non particolarmente diffuso in Unione Sovietica, con influenze reggae e new wave, nonché alla sua insolita immagine concertistica e all'esecuzione di canzoni basate su poesie di poeti stranieri (il più delle volte francesi) e alcuni russi. Negli anni ottanta il gruppo ha lavorato a stretto contatto con Sergej Kurëchin. Nel 1986 il gruppo si divise in due band: AVIA e Igry.
Negli anni novanta e duemila il gruppo si è riunito sporadicamente per esibizioni occasionali.

## Storia
Il gruppo è stato fondato da Aleksandr Davydov, che durante i suoi anni da studente si dedicava ad esibizioni amatoriali. Come membro del gruppo Rubinovyj dožd', incontrò Viktor Sologub, che a quel tempo era chitarrista del gruppo Nižnij b'ef. Il risultato della loro conoscenza fu un gruppo che all'epoca non aveva ancora un nome e che, oltre a Sologub e Davydov (che divennero entrambi chitarristi e cantanti), comprendeva: il bassista Evgenij Smelkov, il tastierista Vladimir Sajko, il sassofonista Sergej "Jackie" Perminov e il batterista Viktor Vasil'ev. Il gruppo formato, avendo già iniziato le prove, non riuscì a trovare un nome per molto tempo, così all'inizio si presentò con nomi diversi, come Sacharnye trubočki, Spartak, Prjanik. Dopo intense prove, la band prese parte a un festival rock nella città estone di Tartu e tenne diversi concerti a Leningrado. Tuttavia, il gruppo si sciolse rapidamente dopo aver fatto una tournée a sud, dove i musicisti cercarono di guadagnare denaro per gli strumenti e l'attrezzatura.
Verso la fine del 1981, il gruppo aveva una nuova formazione: Viktor Sologub, che divenne il bassista, e Aleksander Davydov, oltre al fratello di Viktor, Grigorij Sologub, che si unì a loro, il sassofonista Aleksej Rachov e i tastieristi Nikolaj Gusev e Nikolaj "Kroki" Kulikovskij. Quest'ultimo suonava con Davydov nei Rubinovyj dožd'. All'inizio non riuscirono a trovare un batterista stabile e dietro la batteria si esibirono diverse persone che presero parte a non più di due o tre prove: Sharif Abdula (Piknik) e di nuovo Viktor Vasil'ev (Pilgrim).
Con il nome di Gruppa Aleksandra Davydova si unirono al Leningradskij rok-klub e debuttarono a una festa di Capodanno al Politecnico di Leningrado. Nella primavera del 1982, il gruppo cambiò nome in Strannye igry, che in seguito divenne quello definitivo.
La prima esibizione come Strannye igry ebbe luogo dopo sei mesi di prove il 6 marzo 1982, con Valerij Kirilov alla batteria. Successivamente il gruppo si è esibito al club di musica contemporanea nel Palazzo della Cultura Lensovet come atto di apertura per il già noto gruppo Akvarium. Secondo i ricordi di Boris Grebenščikov e Vsevolod Gakkel', gli Strannye igry debuttarono con grande successo e oscurarono l'esibizione degli Akvarium con il loro programma.
Dopo Kirilov, il posto di batterista fu quasi preso da Georgij "Gustav” Gur'janov, ma solo a maggio fu assegnato ad Aleksandr Kondraškin.
Nel 1983 il gruppo registrò con AnTrop il suo album di debutto, Metamorfozy (in russo Метаморфозы?), con il quale ottenne una certa popolarità non solo a Leningrado, ma anche in altre città sovietiche.
Nell'aprile del 1984, a causa di divergenze creative, Nikolaj Kulikovskij e Aleksandr Davydov lasciarono il gruppo. Due mesi dopo Davydov morì. Ciononostante il gruppo continuò le sue attività in tournée, rafforzando la propria formazione con il trombonista Nikolaj Ol'ševskij.
Nello stesso periodo nacque il gruppo secondario Standart, che eseguiva classici del rock'n'roll straniero. La formazione comprendeva quasi tutti i musicisti degli Strannye igry, tranne Viktor Sologub, che fu sostituito dal contrabbassista Il'ja Naret. Gli Standart comprendevano anche il flautista e sassofonista Evgenij Ždanov, che in precedenza aveva suonato nei gruppi Argonavty e Barokko, e in seguito si era unito agli AVIA. Il front-man era Nikolaj Gusev. A differenza degli Strannye igry, gli Standart non hanno inciso nessun album e le idee del gruppo sono state realizzate nell'album solista di Gusev, Ispravlennomu — verit'!.
Nel 1985 il gruppo registrò il suo secondo e ultimo album, Smotri v oba, che uscì un anno dopo. Gli Strannye igry si sciolsero e gli ex membri crearono due nuovi gruppi: AVIA (Gusev, Rachov, Kondraškin) e Igry (fratelli Sologub).
Per il decimo anniversario, il gruppo si è riunito facendo una serie di concerti, uno dei quali è stato trasmesso nel Programma «A» della Pervaja programma CT.
A partire dalla seconda metà degli anni novanta, Viktor Sologub e Aleksej Rachov hanno creato il progetto breakbeat Deaduški.
Il 28 ottobre 2008, la band avrebbe dovuto esibirsi al club moscovita Proekt OGI, ma il concerto fu annullato a causa della malattia di Grigorij Sologub, morto il 27 febbraio 2009 a San Pietroburgo.
Il gruppo è ancora in attività e si esibisce in concerti. Nel 2013, Grigorij Sologub è stato sostituito dal nipote Filipp.

## Discografia

### Album in studio
- 1983 - Metamorfozy
- 1986 - Smotri v oba

### Registrazioni dal vivo
- 1983 - I festival' rok-kluba
- 1983 - Koncert v Moskve
- 1984 - Koncert v Lenėnergo. Čast' I
- 1984 - II festival' rok-kluba
- 1985 - Koncert v Lenėnergo. Čast' II
- 1996 - Strannye igry v VILD SIDE-klube

### Raccolte
- Red Wave
- Nastrojsja na lučšee. Čast'1
- Zvuki Severnoj stolicy

## Formazione
- Viktor Sologub - voce, basso, chitarra (dal 1979)
- Aleksej Rachov - sassofono, voce (dal 1981)
- Nikolaj Gusev - tastiere, voce (dal 1982)
- Igor' Čeridnik - percussioni (dal 1992)
- Filipp Sologub - chitarra, voce (dal 2011)

### Ex membri
- Aleksandr Davydov - voce, chitarra (1979-1984)
- Evgenij Smelkov - basso (1979-1980)
- Vladimir Sajko - tastiere (1979-1980)
- Sergej «Jackie» Perminov - sassofono (1979-1980)
- Viktor Vasil'ev - percussioni (1979-1981)
- Nikolaj Kulikovskij - tastiere (1981-1984)
- Grigorij Sologub - voce, chitarre, basso, armonica a bocca, fisarmonica (1981-2009)
- Valerij Kirilov - percussioni (1982)
- Georgij «Gustav» Gur'janov - percussioni (1982)
- Aleksandr Kondraškin - percussioni (1982-1985)†
- Il'ja Naret - basso, contrabbasso (1984-1985)[Nota 1]
- Evgenij Ždanov - flauto, sassofono (1984-1985)[Nota 1]
- Nikolaj Ol'ševskij - trombone, tuba (1985)